# 163625 Munn
163625 Munn è un asteroide della fascia principale. Scoperto nel 2002, presenta un'orbita caratterizzata da un semiasse maggiore pari a 3,1086731 UA e da un'eccentricità di 0,1972353, inclinata di 18,45193° rispetto all'eclittica.